# Agordo
Agordo település Olaszországban, Veneto régióban, Belluno megyében. Lakosainak száma 4059 fő (2023. január 1.). Agordo La Valle Agordina, Rivamonte Agordino, Voltago Agordino, Val di Zoldo és Taibon Agordino községekkel határos.

## Népesség
A település népességének változása:
| Lakosok száma | 4200 | 4089 | 4059 |
|               | 2013 | 2018 | 2023 |

## Híres emberek
- Itt született Anna Rinonapoli (1924–1986) olasz tudományos-fantasztikus írónő.